# Tore Viken Holvik
Tore Viken Holvik (* 21. Oktober 1988 in Førde) ist ein norwegischer Snowboarder, dessen Stärken in der Halfpipe liegen.
Im Gegensatz zu den meisten Snowboardern, die zunächst bei niederklassigen Rennen starten und zu Beginn ihrer Karriere nur wenige Wettkämpfe in den höherklassigen Serien bestreiten, gab Holvik sein internationales Debüt mit 16 Jahren bei der Weltmeisterschaft im Januar 2005. Dort platzierte er sich im Big-Air-Wettbewerb als 27. im hinteren Mittelfeld. Eine Woche später gewann er in der Halfpipe die Bronzemedaille beim European Youth Olympic Festival; im Februar des Jahres nahm er erstmals an einem Weltcup teil, ehe er im April 2005 nur knapp zwei Top-Ten-Ergebnisse bei der Junioren-WM in Zermatt verpasste. Im darauffolgenden Winter ging Holvik nur bei einem Weltcup an den Start, dafür wurde er als Siebter bester Athlet seines Landes in der Halfpipe bei der Junioren-WM. 
Bereits im Winter 2006/07 kehrte der Norweger wieder in den Weltcup zurück und erreichte dreimal ein Ergebnis unter den besten Zehn. Noch besser verlief die Saison 2007/08, in der Holvik im Februar 2008 als Dritter in Calgary zum ersten Mal das Podium erreichte. Dieses Ergebnis blieb lange Zeit sein bestes im Weltcup; erst im Januar 2010 konnte er es in Kreischberg wiederholen. Der dritte Rang bei diesem Wettkampf war zudem besonders wichtig für Holvik, da er sich dadurch für die einen Monat später stattfindenden Olympischen Winterspiele in Vancouver qualifizierte. Kurzzeitig geriet die Teilnahme an Olympia durch einen Trainingssturz in Gefahr, bei dem sich Holvik das Handgelenk brach. Der Norweger konnte dennoch in Vancouver starten, wo er als 28. in der Halfpipe zwar eine vordere Platzierung verpasste, jedoch besser als seine drei Teamkollegen abschnitt. 
Zu Saisonbeginn 2010/11 siegte Holvik zum ersten Mal bei einem Weltcup. In Saas-Fee entschied er das Finale mit deutlichem Abstand auf den Japaner Ryō Aono für sich. Zuvor hatte er bereits den fünften Rang bei den Burton New Zealand Open belegt, die zu der mit dem Weltcup konkurrierenden Ticket to Ride World Snowboard Tour (TTR) gehören. 